# Ulf Findeisen
Ulf Findeisen (Wünschendorf, RDA, 2 de marzo de 1962) es un deportista de la RDA que compitió en salto en esquí. Ganó una medalla de plata en el Campeonato Mundial de Esquí Nórdico de 1984, en la prueba de trampolín grande por equipo.

## Palmarés internacional
| Campeonato Mundial | Campeonato Mundial | Campeonato Mundial | Campeonato Mundial |
| Año                | Lugar              | Medalla            | Prueba             |
| ------------------ | ------------------ | ------------------ | ------------------ |
| 1984               | Engelberg (Suiza)  | Medalla de plata   | TG por equipo      |